# Saison 1901 de la Juventus FC
Maillots
Chronologie
Saison précédente Saison suivante
La saison 1901 du Foot-Ball Club Juventus est la deuxième saison officielle de l'histoire du club, créé quatre ans plus tôt en 1897. 
Le club turinois dispute alors la 4e édition du championnat d'Italie, disputé entre seulement 5 équipes.

## Historique
Au cours de la saison, le club débute avec Enrico Canfari comme président, puis Carlo Favale par la suite.
L'effectif a quelque peu changé par rapport à l'année précédente, avec l'arrivée de Luigi Durante qui prend la place de Nicola B. I au poste de gardien de but, ainsi que l'arrivée de Luigi Barberis, d'Umberto Malvano et de l'anglais John Savage (premier joueur étranger du club) en attaque. Côté départ, Chiapirone G. et Nicola C. I quittent le club.
Il participe donc pour sa deuxième saison consécutive au Campionato Federale (ancêtre de la Serie A), qui change de système par rapport à l'année précédente, et qui passe à un système à élimination direct, avec le tenant du titre (Genoa Cricket and Football Club) entrant directement en finale.
La Juve commence donc sa saison en éliminatoires le 14 avril 1901 dans un match turinois contre le Reale Società Ginnastica Torino que la Juventus dominera par un score sans appel de 5-0 (doublé de Domenico Donna et triplé d'Umberto Malvano) et qui la qualifiera pour la demi-finale.
Au deuxième tour, deux semaines plus tard au Campo Piazza D'Armi, le Foot-Ball Club Juventus s'incline finalement à domicile par 3 buts à 2 (buts de Donna et de Malvano) contre le Milan Cricket and Foot-Ball Club (actuel AC Milan).
Les Bianconeri finissent donc la saison aux portes de la finale remporté par Milan mais remporte néanmoins cette même-année la Coppa del Ministero della Pubblica Istruzione (Coupe du ministère de l'instruction publique) que l'équipe remporte pour la deuxième fois (à la suite d'une défaite au cours de l'année, le 10 mars, lors d'une autre compétition amicale, la Medaglia di Re (Médaille du roi) pour la seconde années de suite, avec un 3 à 0 contre le Milan). Le club se verra donc remettre une médaille de la part de la municipalité de la ville de Turin, lors d'un tournoi entre équipes piémontaises et liguriennes.

## Déroulement de la saison

### Résultats en championnat

#### Éliminatoires du Piémont
| dimanche 14 avril 1901 | Juventus        | 5 - 0 | Ginnastica Torino | Campo Piazza d'Armi, Turin |
| dimanche 14 avril 1901 | Malvano · Donna |       |                   | Campo Piazza d'Armi, Turin |

#### Phase finale
- Demi-finale

| dimanche 28 avril 1901 | Juventus        | 2 - 3 | Milan             | Campo Piazza d'Armi, Turin 14h00 Arbitre : Nasi |
| dimanche 28 avril 1901 | Donna · Malvano |       | Negretti · Kilpin | Campo Piazza d'Armi, Turin 14h00 Arbitre : Nasi |

### Matchs amicaux
| dimanche 8 décembre 1901 | Milan            | 7 - 0 | Juventus |  |
| dimanche 8 décembre 1901 | Buteurs inconnus |       |          |  |

#### Trofeo Città di Saluzzo
| dimanche 1er septembre 1901 | Audace Torino  | 1 - 4 | Juventus         | Turin |
| dimanche 1er septembre 1901 | Buteur inconnu |       | Buteurs inconnus | Turin |

| dimanche 1er septembre 1901 | Ginnastica Torino | 0 - 3 | Juventus         | Turin |
| dimanche 1er septembre 1901 | Buteur inconnu    |       | Buteurs inconnus | Turin |

#### Medaglia del Re
- Demi-finale

| dimanche 10 mars 1901 | Milan            | 3 - 0 | Juventus | Milan |
| dimanche 10 mars 1901 | Buteurs inconnus |       |          | Milan |

## Effectif du club
Effectif des joueurs du Foot-Ball Club Juventus lors de la saison 1901.

## Buteurs
| 4 buts - Umberto Malvano | 3 buts - Domenico Donna |